# فليمنغ كريستنسن
فليمنغ كريستنسن (بالدنماركية: Flemming Christensen)‏ (مواليد 10 أبريل 1958) هو لاعب كرة قدم. يلعب مع منتخب الدنمارك لكرة القدم. سبق له أن لعب في كأس العالم لكرة القدم مع منتخب بلاده.

## روابط خارجية
- فليمنغ كريستنسن على موقع الاتحاد الدولي (مؤرشف)  (الإنجليزية)
- فليمنغ كريستنسن على موقع قاعدة بيانات كرة القدم.إي يو (الإنجليزية)
- فليمنغ كريستنسن على موقع ناشيونال فوتبول تيمز (الإنجليزية)
- فليمنغ كريستنسن على موقع عالم كرة القدم.نت (الإنجليزية)